# Philip Norton
Pour les articles homonymes, voir Norton.
Philip Norton, baron Norton de Louth, (né le 5 mars 1951), est un auteur universitaire anglais et pair conservateur.
Il est décrit comme « le plus grand expert vivant du Royaume-Uni sur le Parlement » et « une autorité mondiale sur les questions constitutionnelles »,.

## Éducation
Norton fait ses études à la King Edward VI Grammar School de Louth, où il devient ensuite gouverneur et directeur de l'école,. Il est diplômé de l'université de Sheffield avec un baccalauréat ès arts et plus tard en tant que docteur, et, après avoir remporté un prix Thouron, de l'université de Pennsylvanie avec une maîtrise ès arts.

## Carrière
Norton est professeur de gouvernement au département de politique et d'études internationales de l'université de Hull et dirige le département de 2002 à 2007. Les premiers travaux de Norton sont remarquables pour avoir lancé la discussion académique sur la dissidence à la Chambre des communes avec la publication de son premier livre en 1975. Il est nommé professeur à l'université en 1986, faisant de lui le plus jeune professeur de politique du Royaume-Uni à l'époque, à l'âge de 36 ans.
Depuis 1992, il est directeur du Centre d'études législatives. Depuis 1988, Norton est responsable du Westminster-Hull Internship Program (WHIP) de l'université, un programme de placement qui associe des étudiants à certaines des hautes personnalités politiques du Royaume-Uni. Norton est membre du conseil consultatif de la Hansard Society depuis 1997 et est devenu directeur des études en 2002. Norton est le fondateur et rédacteur en chef du Journal of Legislative Studies, qui a récemment édité sa publication du 25e anniversaire: The Impact of Legislatures: A Quarter-Century of The Journal of Legislative Studies. Il est également président du groupe académique conservateur depuis 2000. Lord Norton a également été président du British Politics Group aux États-Unis et de la Politics Association.
Lord Norton préside le Comité des normes de la ville de Hull de 1999 à 2003. En 2016, il est nommé Freeman honoraire de la ville de Kingston-Upon-Hull.
Il est créé pair à vie avec le titre baron Norton de Louth, de Louth dans le comté de Lincolnshire le 1er août 1998. En 2000, il préside une commission pour le chef de l'opposition, William Hague, pour concevoir des idées pour le renforcement de l'institution du Parlement, et, de 2001 à 2004, il est le premier président conservateur du comité de la Constitution de la Chambre des lords. Depuis 2012, Lord Norton préside la Commission de l'enseignement supérieur.
Norton contribue à Lords of the Blog, un blog collaboratif par des membres de la Chambre des Lords à des fins d'engagement du public. The Guardian le décrit comme «une nouvelle star de la blogosphère». Il est membre de la Royal Society of Arts depuis 1995 et de la Royal Historical Society depuis 2018. Lord Norton a également un blog personnel dans lequel il cite souvent certaines des nombreuses responsabilités évolutives qu'il assume dans les cercles politiques et universitaires. Il travaille également avec la Campagne pour une deuxième chambre efficace: un groupe qui veut renforcer l'utilité de la Chambre des lords en tant qu'institution démocratique . Norton est un administrateur de The History of Parliament et depuis 2019, président du groupe d'étude du Parlement . Lord Norton fonde et organise l'atelier biennal des érudits parlementaires et des parlementaires, qui attire des universitaires et des parlementaires du monde entier.
Norton est un ambassadeur d'Akt, un organisme de bienfaisance qui soutient les personnes LGBTQ + âgées de 16 à 25 ans qui sont sans abri.